# Сесострис III
Сесострис III или Сенусрет III је пети фараон дванаесте династије, који је владао од око 1882. до 1842. годнине п. н. е.
Међу његовим највећим остварењима је изградња Сесострисовог канала. Египтолози сматрају да је вероватно био најмоћнији од владара дванаесте династије. Сесострисови успешни војни походи увели су Египат у епоху мира, раста градова и економије. Био је један од ретких владара који су проглашени за божанство још за живота.